# Sauropus
Genre
Classification phylogénétique
Synonymes
- Aalius Lam. ex Kuntze
- Breyniopsis Beille
- Ceratogynum Wight
- Diplomorpha Griff.
- Heterocalymnantha Domin
- Synostemon F.Muell.[2]

Sauropus est un genre de plantes à fleurs de la famille des Phyllanthaceae. Il comprend environ 40 espèces d'herbacées, de sous-arbrisseaux et d'arbustes, parfois ligneux. Ces plantes peuvent être monoïques ou dioïques. Elles se répartissent de l'Asie du Sud-Est à l'Australie.

## Description
Les espèces du genre Sauropus portent des feuilles alternes, entières avec un pétiole court et de petites stipules. Les fleurs apparaissent souvent groupées, à l'aisselle des feuilles. Le périanthe, composé de 6 pièces réparties sur 2 verticilles, est plus gros dans les fleurs femelle. Les fleurs mâle présentent un périanthe tubulaire et 3 étamines. Le fruit ressemble à une baie charnue, ovoïde ou globuleuse, parfois déhiscente.

## Espèces
- Sauropus albiflorus
- Sauropus amabilis
- Sauropus amoebiflorous
- Sauropus androgynus
- Sauropus assimilis
- Sauropus asteranthos
- Sauropus bacciformis
- Sauropus bicolor
- Sauropus brevipes
- Sauropus brunonis
- Sauropus convexus
- Sauropus convollerioides
- Sauropus crassifolius
- Sauropus discocalyx
- Sauropus ditassoides
- Sauropus elegantissimus - synonyme de Breynia retusa
- Sauropus garrettii
- Sauropus glaucus
- Sauropus gracilis
- Sauropus granulosus
- Sauropus heteroblastus
- Sauropus hirsutus
- Sauropus hirtellus
- Sauropus kerrii
- Sauropus macranthus
- Sauropus ochrophyllus
- Sauropus orbicularis
- Sauropus pauciflorus
- Sauropus poomae
- Sauropus pulchellus
- Sauropus quadrangularis
- Sauropus ramosissimus
- Sauropus rimaphilus
- Sauropus rhamnoides
- Sauropus rhytidospermus
- Sauropus rigens
- Sauropus rostatus
- Sauropus similis
- Sauropus spatulifolius
- Sauropus suberosus
- Sauropus subterblancus
- Sauropus thorelii
- Sauropus thyrsiflorus
- Sauropus trachyspermus
- Sauropus villosus